# Diócesis de San Cristóbal de Venezuela
La diócesis de San Cristóbal de Venezuela (en latín: Dioecesis Sancti Christophori in Venetiola) es una circunscripción eclesiástica de la Iglesia católica en Venezuela. Se trata de una diócesis latina, sufragánea de la arquidiócesis de Mérida. Desde el 31 de octubre de 2024 su obispo es Lisandro Alirio Rivas Durán, de los Misioneros de la Consolata.

## Territorio y organización

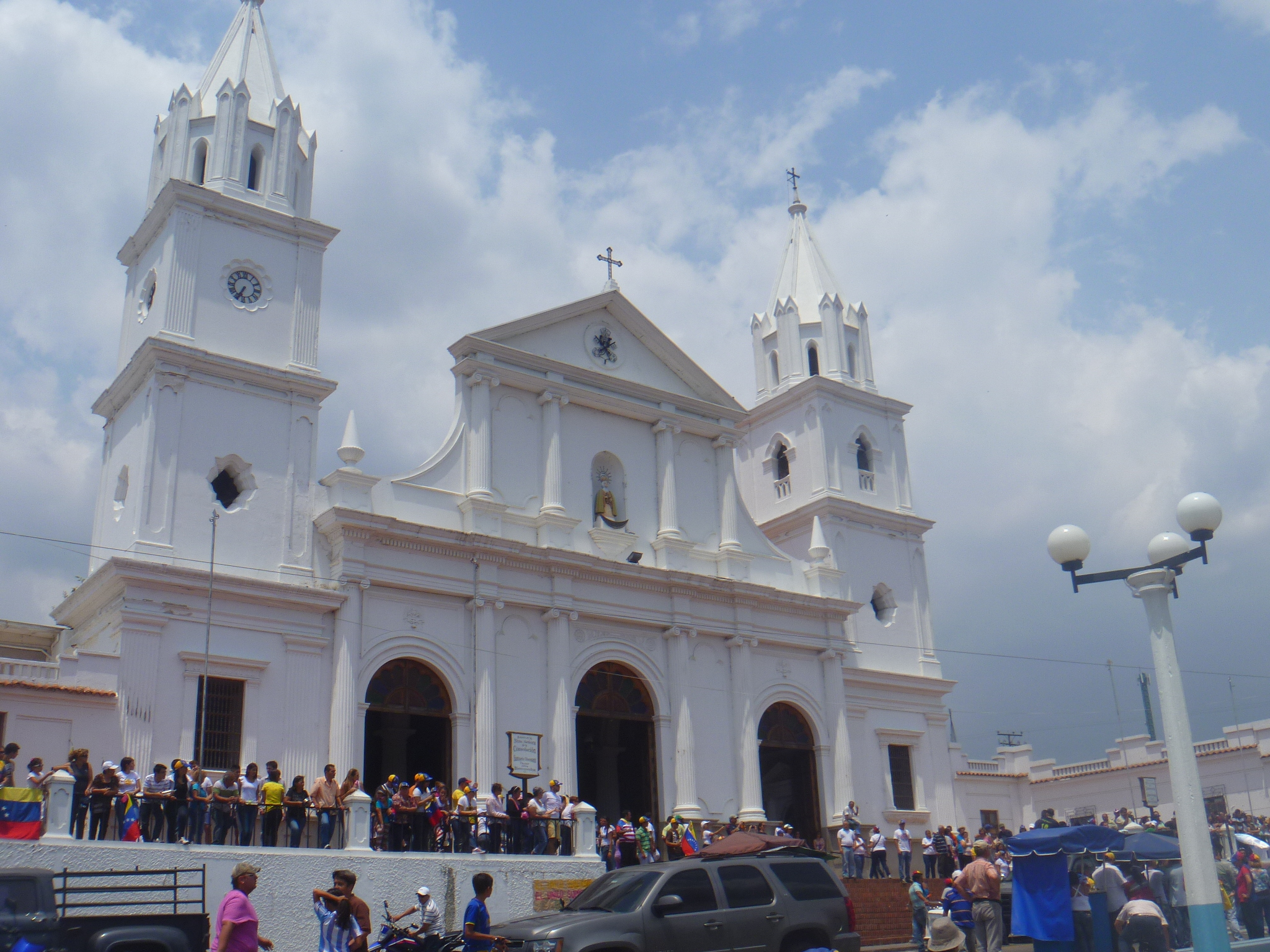
Basílica de Nuestra Señora de la Consolación, en Táriba

La diócesis tiene 11 100 km² y extiende su jurisdicción sobre los fieles católicos de rito latino residentes en el estado Táchira (conformado por 29 municipios).

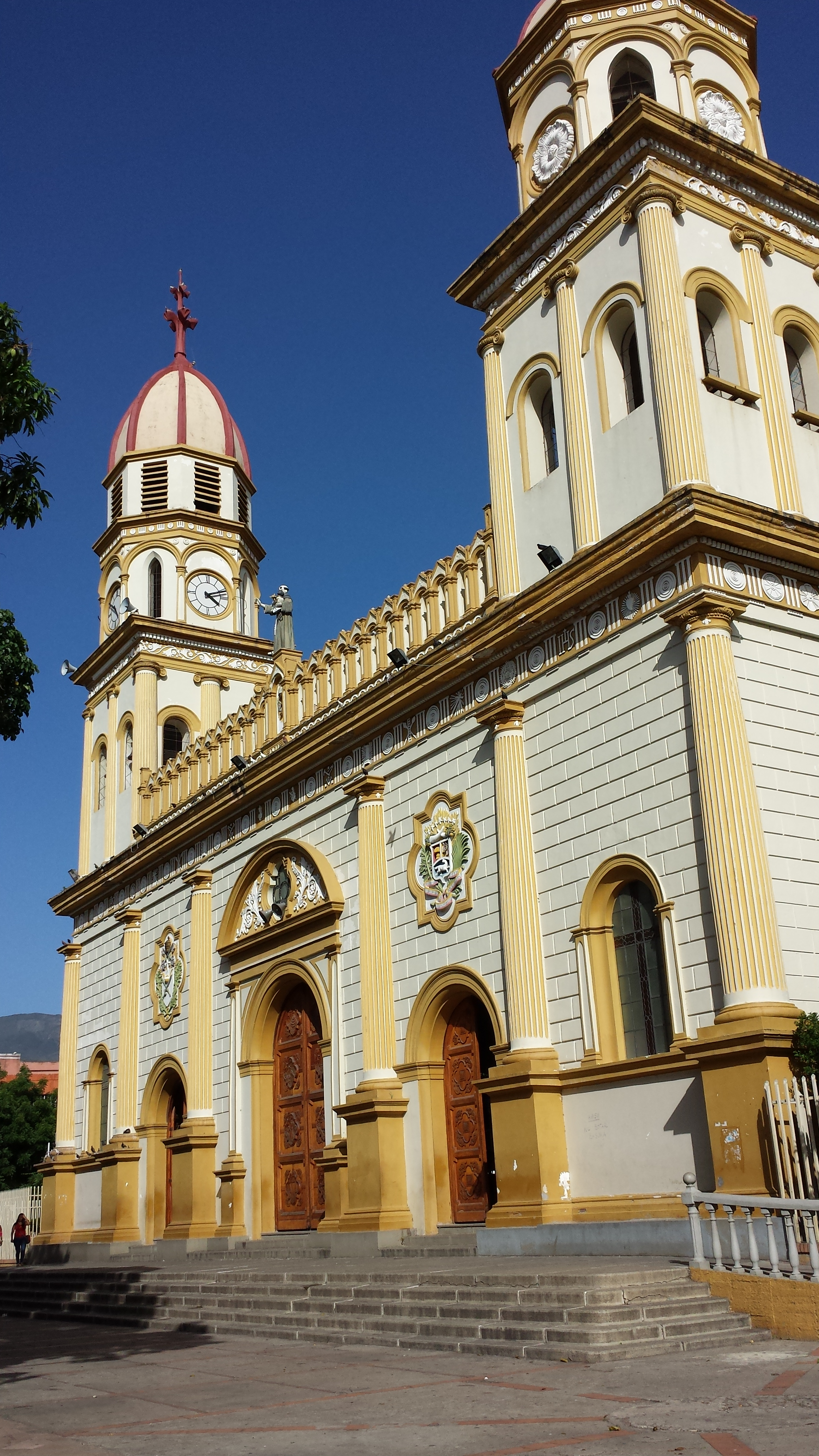
Basílica de San Antonio de Padua, en San Antonio del Táchira

La sede de la diócesis se encuentra en la ciudad de San Cristóbal, en donde se halla la Catedral de San Cristóbal. En la diócesis existen 3 basílicas menores: la de Nuestra Señora de la Consolación, en Táriba; la de San Antonio de Padua, en San Antonio del Táchira; y la del Espíritu Santo, en La Grita.

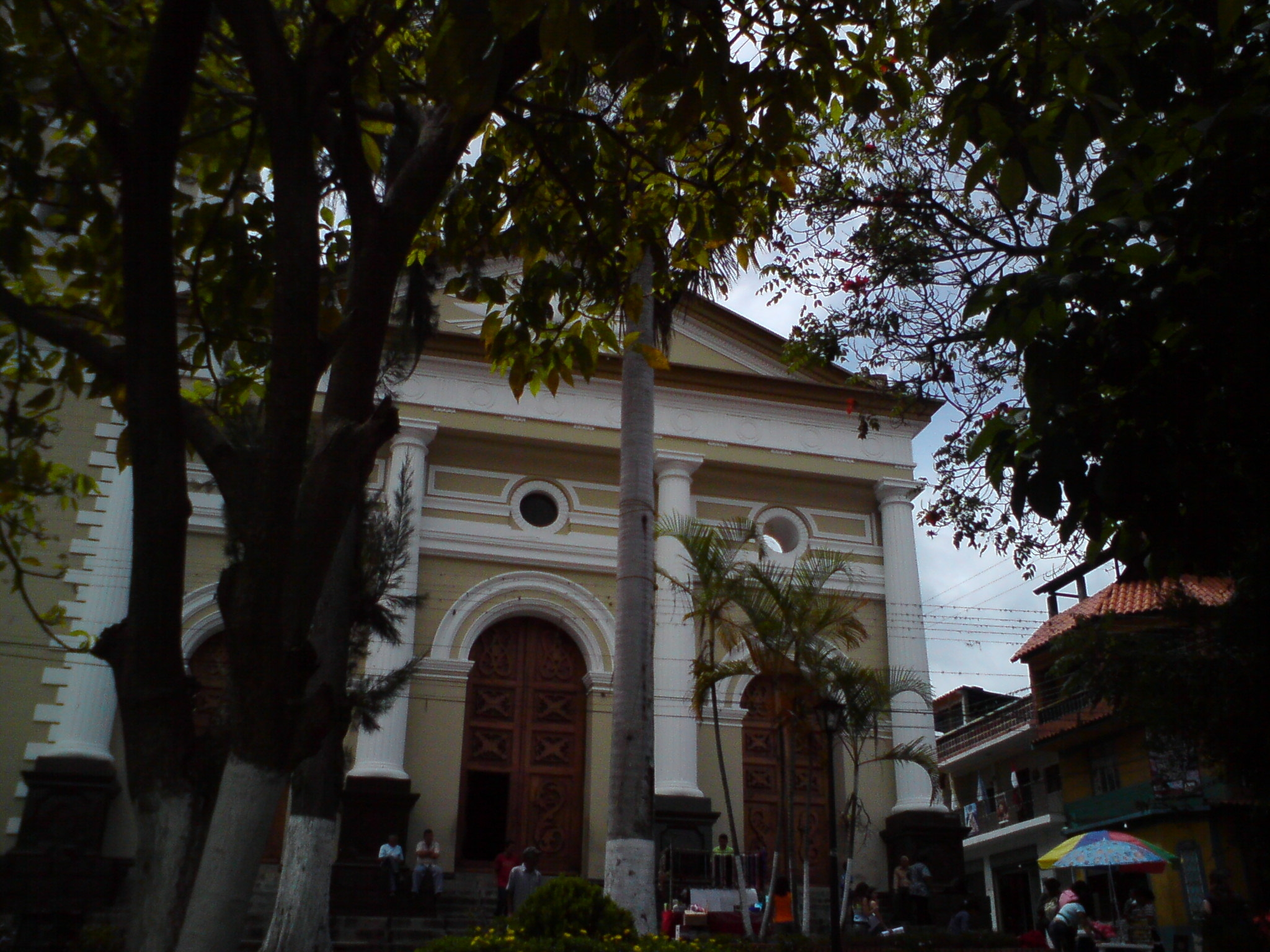
Basílica del Espíritu Santo, en La Grita

En 2022 en la diócesis existían 93 parroquias.

## Historia
La erección de la diócesis de San Cristóbal fue promovida por el obispo de Mérida, Antonio Ramón Silva, quien conocía la realidad y la situación de la Iglesia en el Táchira; y el presbítero José Primitivo Galavíz, vicario de San Cristóbal, quien fue designado como administrador de la naciente diócesis hasta la llegada de su primer obispo. 
La diócesis fue erigida el 12 de octubre de 1922 mediante la bula Ad munus del papa Pío XI, obteniendo el territorio de la diócesis de Mérida (hoy arquidiócesis). Al momento de la erección tenía 22 parroquias y comprendía también el distrito Páez del estado Apure.
Originalmente fue sufragánea de la arquidiócesis de Caracas, pero el 11 de junio de 1923 Mérida fue elevada al rango de arquidiócesis metropolitana y la diócesis de San Cristóbal de Venezuela pasó a formar parte de la nueva provincia eclesiástica.
El 7 de junio de 1954 cedió una parte de su territorio para la erección de la prefectura apostólica de San Fernando de Apure (hoy diócesis de San Fernando de Apure) mediante la bula Providentissimo Redemptoris del papa Pío XII.
El 31 de octubre de 1964 se constituyó el cabildo catedralicio mediante la bula Precibus venerabilis del papa Pablo VI.

## Estadísticas
Según el Anuario Pontificio 2023 la diócesis tenía a fines de 2022 un total de 1 639 000 fieles bautizados.
| Año                                                                             | Población | Población | Población      | Sacerdotes | Sacerdotes | Sacerdotes | Católicos por sacerdote | Diáconos permanentes | Religiosos | Religiosos | Parroquias y cuasiparroquias |
| Año                                                                             | Católicos | Total     | % de católicos | Total      | Diocesanos | Regulares  | Católicos por sacerdote | Diáconos permanentes | Masculinos | Femeninos  | Parroquias y cuasiparroquias |
| ------------------------------------------------------------------------------- | --------- | --------- | -------------- | ---------- | ---------- | ---------- | ----------------------- | -------------------- | ---------- | ---------- | ---------------------------- |
| 1950                                                                            | 278 000   | 280 000   | 99.3           | 72         | 42         | 30         | 3861                    |                      | 47         | 126        | 33                           |
| 1966                                                                            | 499 000   | 500 000   | 99.8           | 103        | 56         | 47         | 4844                    |                      | 59         | 268        | 45                           |
| 1970                                                                            | ?         | 510 487   | ?              | 64         | 60         | 4          | ?                       |                      | 4          | ?          | 47                           |
| 1976                                                                            | 562 799   | 564 799   | 99.6           | 118        | 67         | 51         | 4769                    |                      | 56         | 246        | 50                           |
| 1980                                                                            | 620 000   | 624 000   | 99.4           | 105        | 61         | 44         | 5904                    |                      | 49         | 264        | 51                           |
| 1990                                                                            | 720 000   | 750 000   | 96.0           | 103        | 66         | 37         | 6990                    |                      | 69         | 265        | 56                           |
| 1999                                                                            | 951 000   | 1 100 000 | 86.5           | 165        | 121        | 44         | 5763                    |                      | 94         | 305        | 76                           |
| 2000                                                                            | 1 250 000 | 1 400 000 | 89.3           | 163        | 120        | 43         | 7668                    |                      | 60         | 263        | 75                           |
| 2001                                                                            | 1 400 000 | 1 500 000 | 93.3           | 169        | 125        | 44         | 8284                    |                      | 96         | 260        | 75                           |
| 2002                                                                            | 1 400 000 | 1 500 000 | 93.3           | 174        | 131        | 43         | 8045                    |                      | 83         | 270        | 77                           |
| 2003                                                                            | 1 400 000 | 1 500 000 | 93.3           | 200        | 153        | 47         | 7000                    |                      | 94         | 270        | 81                           |
| 2004                                                                            | 1 250 000 | 1 500 000 | 83.3           | 179        | 141        | 38         | 6983                    |                      | 105        | 226        | 81                           |
| 2014                                                                            | 1 434 000 | 1 720 000 | 83.4           | 213        | 173        | 40         | 6732                    |                      | 85         | 215        | 87                           |
| 2017                                                                            | 1 540 300 | 1 672 000 | 92.1           | 200        | 172        | 28         | 7701                    |                      | 104        | 230        | 90                           |
| 2020                                                                            | 1 599 500 | 1 736 260 | 92.1           | 211        | 183        | 28         | 7580                    |                      | 105        | 230        | 92                           |
| 2022                                                                            | 1 639 000 | 1 779 000 | 92.1           | 193        | 165        | 28         | 8492                    |                      | 89         | 230        | 93                           |
| Fuente: Catholic-Hierarchy, que a su vez toma los datos del Anuario Pontificio. |           |           |                |            |            |            |                         |                      |            |            |                              |

## Episcopologio
| Obispo                                | Nombres y apellidos                                          | Período                                     | Destino                                  |
| ------------------------------------- | ------------------------------------------------------------ | ------------------------------------------- | ---------------------------------------- |
| Administrador diocesano sede vacante  | P. José Primitivo Galavíz † (vicario general de la diócesis) | 12 de octubre de 1922-22 de junio de 1923   | Cesó                                     |
| Obispo                                | Siervo de Dios Tomás Antonio San Miguel Díaz †               | 22 de junio de 1923-6 de julio de 1937      | Falleció                                 |
| Obispo                                | Rafael Ignacio Arias Blanco †                                | 12 de noviembre de 1939-23 de abril de 1952 | Nombrado arzobispo coadjutor de Caracas. |
| Obispo                                | Alejandro Fernández Feo-Tinoco †                             | 23 de abril de 1952-26 de octubre de 1984   | Retirado                                 |
| Obispo                                | Marco Tulio Ramírez Roa †                                    | 26 de octubre de 1984-26 de febrero de 1998 | Falleció                                 |
| Administrador apostólico sede vacante | Baltazar Enrique Porras Cardozo                              | 27 de febrero de 1998-14 de abril de 1999   | Cesó                                     |
| Obispo                                | Mario del Valle Moronta Rodríguez†                           | 14 de abril de 1999-31 de octubre de 2024   | Retirado                                 |
| Obispo                                | Lisandro Alirio Rivas Durán, I.M.C.                          | Desde el 31 de octubre de 2024              |                                          |